# Fionnay
Fionnay est un village alpestre de la commune du Val de Bagnes, dans le canton du Valais en Suisse.

## Géographie
Le village fait partie de la commune du Val de Bagnes. Il s'élève à 1 497 m d'altitude, dans la partie ouest du canton du Valais, dans la vallée de Bagnes, à 40 km au sud-est du Châble.
Il est le dernier village important de la vallée.[réf. nécessaire] Le village est situé au pied du glacier de Corbassière dans le massif du Grand Combin.

## Population
Le village compte environ 100 habitants en 1974 (350 en été). En 2023, il en compte 31.

## Économie
Le village abrite depuis 1958 l'une des usines de production d'électricité du barrage de la Grande-Dixence.